# 超级马力欧64DS
《超级马力欧64DS》（神游科技译作“神游马力欧DS”）是平台游戏《超级马力欧64》在任天堂DS上的重制版，並加入小遊戲。游戏由任天堂情报开发本部开发。该游戏是任天堂DS的首发作品之一，2004年在北美和日本发行，2005年在欧洲、澳大利亚发行，2007年在中国大陆和韩国发行。2016年游戏在Wii U Virtual Console上再版。